# Nightcrawlers
Nightcrawlers is een Schots danceproject. De groep werd vooral succesvol door een remix van Marc Kinchen van hun hit Push the Feeling On, die een eigen leven ging leiden. De plaat groeide uit tot een van de bekendste houseklassiekers en werd geregeld in nieuwe varianten een hit. 

## Biografie
Nightcrawlers begon in 1992 als vijftal gevormd door John Reid (1963-2025). De groep bracht in 1992 de single Push the Feeling On uit. Die werd aanvankelijk geen hit. Maar een remix van de Amerikaanse producer MK werd populair in de Britse clubscene. Met de potentie van deze The Dub of Doom-remix werd Push the Feeling On in 1995 opnieuw uitgebracht in een radiovriendelijkere variant van deze remix. Deze bereikte in acht landen een toptiennotering. Datzelfde jaar volgden Surrender Your Love, Don't Let the Feeling Go en Let's Push It. Veel tracks werden in samenwerking met Kinchen opgenomen. Het succes van 1995 konden ze nooit herhalen, al bleef Push the Feeling On steeds in nieuwe versies en samples terugkomen. Een van de bekendste voorbeelden werd de hit Hotel Room Service (2009) van rapper Pitbull. In 2015 bracht Reid een remix uit van Push the Feeling On. Reid schreef in tussentijd nog hits voor andere artiesten zoals When the Heartache is Over voor Tina Turner en Unbreakable voor Westlife. In 2021 werd een nieuwe versie van Push the Feeling On gereleased door Riton, Mufasa & Hypeman onder de naam Friday (Dopamine Re-edit).

## Discografie

### Singles
| Single met eventuele hitnotering(en) in de Nederlandse Top 40 | Datum van verschijnen | Datum van binnenkomst | Hoogste positie | Aantal weken | Opmerkingen                               |
| ------------------------------------------------------------- | --------------------- | --------------------- | --------------- | ------------ | ----------------------------------------- |
| Push the Feeling On (New MK Mixes for '95)                    | 1995                  | 01-04-1995            | 4               | 11           | Dancesmash op Radio 538                   |
| Surrender Your Love                                           | 1995                  | 17-06-1995            | 8               | 6            | Alarmschijf                               |
| Let's Push It                                                 | 1996                  | 27-01-1996            | tip15           | -            |                                           |
| Friday (Dopamine Re-edit)                                     | 2021                  | 20-02-2021            | 3               | 19           | met Riton, Mufasa & Hypeman / Alarmschijf |
| Losing my mind                                                | 2021                  | 21-08-2021            | tip28           |              | met Majestic                              |

| Single met hitnotering(en) in de Vlaamse Ultratop 50           | Datum van verschijnen | Datum van binnenkomst | Hoogste positie | Aantal weken | Opmerkingen                 |
| -------------------------------------------------------------- | --------------------- | --------------------- | --------------- | ------------ | --------------------------- |
| Push the Feeling On (New MK Mixes for '95)                     | 1995                  | 29-04-1995            | 7               | 16           |                             |
| Surrender Your Love                                            | 1995                  | 10-06-1995            | 29              | 9            |                             |
| Don't Let The Feeling Go                                       | 1995                  | 23-09-1995            | 46              | 1            |                             |
| Let's Push It                                                  | 1996                  | 27-01-1996            | 35              | 2            |                             |
| Push The Feeling On (U-Ness & JedSet 2015 Soulheat Radio Edit) | 2015                  | 21-02-2015            | tip81           | -            |                             |
| Friday (Dopamine Re-edit)                                      | 2021                  | 27-02-2021            | 1               | 35           | met Riton, Mufasa & Hypeman |

- Gemeinsame Normdatei: 16042406-9
- International Standard Name Identifier: 0000 0001 0484 7987
- Library of Congress Control Number: no2011008168
- MusicBrainz: 1c68d986-7b3a-4ecb-9d14-43e6902ef2bd
- Nationale Bibliotheek van Tsjechië: mzk2008412525
- Virtual International Authority File: 157004589